# Conversations with Other Women
Conversations with Other Women (bra: Nosso Amor do Passado; prt: Relações Imorais) é um filme independente estadunidense de drama romântico de 2005, dirigido por Hans Canosa, escrito por Gabrielle Zevin, estrelado por Aaron Eckhart e Helena Bonham Carter. O filme ganhou Melhor Atriz para Bonham Carter no Festival Internacional de Cinema de Tóquio de 2005.
Lançado em DVD no Brasil pela Videofilmes.

## Sinopse
Em uma recepção de casamento em Nova York, um homem de trinta e poucos anos (Eckhart) se aproxima de uma madrinha de casamento (Bonham Carter) da mesma idade e lhe oferece uma taça de champanhe. À medida que a conversa começa, eles começam a flertar. Pequenas conversas espirituosas sobre temas como a festa de casamento e seus próprios relacionamentos passados gradualmente revelam à plateia que eles não são estranhos, mas na verdade eram marido e mulher. Uma série de cenas de flashback mostra versões muito mais novas dos dois juntos no início do relacionamento.
Apesar de ambos terem outras pessoas importantes (Sarah, a dançarina de 22 anos, e Geoffrey, o cardiologista, respectivamente, ambas ausentes), o casal sobe as escadas para o quarto de hotel juntos. No entanto, a decisão de dormir juntos é claramente complexa e cheia de bagagem emocional para cada um deles. Novamente com flashbacks, uma série de vinhetas justapõe seus eus anteriores contra o casal mais velho, talvez mais sábio, no quarto de hotel.
Os dois relembram e reavaliam seus sentimentos um pelo outro. Ele parece ter sentimentos ambíguos sobre a direção de sua vida, enquanto ela parece mais ajustada às suas escolhas de vida. A satisfação emocional que os dois experimentaram em sua juventude parece fazer com que eles refletissem sobre suas vidas atuais em comparação com as escolhas e opções que tinham enquanto eram muito mais jovens.
Ela deve pegar um vôo transatlântico em casa para Londres pela manhã, para que os dois deixem o hotel de manhã cedo. Ao voltarem para suas vidas separadas, cada um deles especula com o motorista sobre o futuro e a dificuldade de ser feliz.

## Elenco
- Aaron Eckhart .... Homem
- Helena Bonham Carter .... Mulher
- Yury tsykun .... Barman no casamento
- Brian Geraghty	.... Noivo
- Brianna Brown .... Noiva
- Thomas Lennon .... Cinegrafista
- Erik Eidem .... Homem jovem
- Nora Zehetner .... Mulher jovem
- David Franklin ... Barman em Bar
- Olivia Wilde .... Dama de honra
- Cerina Vincent .... Sarah, a dançarina
- Philip Littell .... Jeffrey, o cardiologista
- Rozanne Sher .... Menina na rua
- Veronica Reyes-How .... Garota na rua (como Veronica Reyes)
- Emily Fernandez .... Menina na rua

## Produção
Eckhart e Bonham Carter gravaram 82 páginas de diálogo em apenas 12 dias da filmagem principal. O orçamento era muito baixo (menos de US$500,000 para fazer), e os atores usavam algumas de suas próprias roupas para as filmagens. Eckhart usava seu próprio terno Armani e roupas íntimas Calvin Klein, enquanto Carter vestia seus próprios sapatos Prada.
Para facilitar a apresentação em tela dividida do filme, duas câmeras (uma em cada ator) foram usadas em toda a filmagem principal.
Para a cena de sexo, o diretor pediu aos atores que ficassem na cama enquanto a equipe mudava rapidamente as posições das câmeras para obter toda a cobertura. A cena inteira, incluindo 10 configurações da câmera e uma complexa filmagem, foi concluída em 45 minutos.
O quarto do hotel, o interior do elevador e o interior do táxi na cena final foram filmados em um palco sonoro em Culver City, Califórnia.
As cenas do salão do hotel foram filmadas no Park Plaza Hotel, adjacente ao MacArthur Park, perto do centro de Los Angeles, Califórnia. Outros filmes rodados nesse local incluem Barton Fink, Chaplin, Nixon, The Fisher King, Wild at Heart e Bugsy.
Muitas cenas foram filmadas no edifício do Los Angeles Herald-Examiner, usado quase exclusivamente como local de filmagem desde que o notório jornal de Los Angeles, que já pertenceu a William Randolph Hearst, foi fechado em 1989.

## Pós-produção
Embora um editor tenha sido contratado inicialmente para editar o filme, ele saiu depois de montar uma montagem inicial, citando dificuldades em editar a apresentação em tela dividida em dois quadros na qual o filme é apresentado. O diretor, que nunca havia filmado antes, optou por aprender e usar o software de edição e atuou como editor. O logotipo da Apple Final Cut Pro aparece nos créditos finais como agradecimento de Canosa.
A cena final do filme foi a única capturada com uma única câmera. Eckhart e Bonham Carter foram filmados na traseira de um táxi no set. Na pós-produção, a cena foi dividida digitalmente em duas; movimento digital foi adicionado para cada carro e duas placas de fundo separadas foram compostas para criar a ilusão de diferentes interiores de táxi.

## Lançamento
Conversations with Other Women, estreia na direção de Canosa, estreou no Festival de Cinema de Telluride. O filme foi exibido posteriormente no Festival Internacional de Cinema de Tóquio, na Semana Internacional de Cine de Valladolid, no US Comedy Arts Festival, no South by Southwest, no Festival Internacional de Cinema de Seattle, no Festival de Cinema de Los Angeles, no Festival do Rio, Mostra Internacional de Cinema de São Paulo, no Festival de Cinema de Hamburgo, e Muestra Internacional de Cine.
A estreia internacional do cinema foi em 7 de junho de 2006 na França. Lançado pelo distribuidor MK2 Diffusion sob o título Conversations avec une Femme.
Lançado em 11 de agosto de 2006 nos Estados Unidos pela Fabrication Films.

### Lançamento do DVD
A versão original em DVD da região 1 em tela dividida foi lançada nos Estados Unidos em 9 de janeiro de 2007 pela Arts Alliance America. Um único quadro, versão em DVD em tela cheia, criado para o lançamento da televisão em transmissão 4x3, foi lançado posteriormente em 9 de outubro de 2007. O corte do quadro único retém apenas três seqüências de tela dividida: os títulos de abertura, a cena de sexo e a sequência final do táxi.
Os lançamentos internacionais em DVD incluem MK2 na França, Shochiku no Japão, Revelation Films no Reino Unido, TVA Films no Canadá, Dendy Films na Austrália, Filmes Unimundos em Portugal, D Productions na Turquia, Civite Films na Espanha, Global na Rússia, J- Bics na Tailândia, Paradiso Home Entertainment na Bélgica, Luxemburgo e Holanda, Cathay-Keris Films em Singapura e Malásia, Atlantic Film na Suécia, NoShame Films na Itália, Prooptiki Bulgaria na Bulgária, Croácia, Romênia, Sérvia e Montenegro e Eslovênia, Prooptiki na Grécia, Shapira Films em Israel, Solopan na Polônia, Videofilmes no Brasil e With Cinema na Coreia do Sul.

### Recepção crítica
Conversations with Other Women receberam críticas positivas dos críticos. No Rotten Tomatoes, o filme tem uma classificação de 74%, com base em 62 críticas, com uma classificação média de 6,5/10. O consenso crítico do site diz: "Seu uso ocasional de tela dividida pode parecer enigmático às vezes, mas Conversations with Other Women é um drama criativo e ousado, transmitido por seus dois protagonistas carismáticos". Em Metacritic, o filme possui uma pontuação de 62 em 100, com base em 20 críticas, indicando "críticas geralmente favoráveis".

## Premiações
| Resultado | Prêmio                                   | Destinatário         | Festival/Ceremônia                             | Ano  |
| --------- | ---------------------------------------- | -------------------- | ---------------------------------------------- | ---- |
| Venceu    | Prêmio Especial do Júri                  | Hans Canosa          | Festival Internacional de Cinema de Tóquio     | 2005 |
| Venceu    | Melhor Atriz                             | Helena Bonham Carter | Festival Internacional de Cinema de Tóquio     | 2005 |
| Indicado  | Grande Prêmio de Tóquio                  |                      | Festival Internacional de Cinema de Tóquio     | 2005 |
| Venceu    | Melhor Atriz                             | Helena Bonham Carter | Evening Standard British Film Awards           | 2007 |
| Indicado  | Prêmio de Produtores (também para Brick) | Ram Bergman          | Prêmios Independent Spirit                     | 2005 |
| Indicado  | Melhor Primeiro Roteiro                  | Gabrielle Zevin      | Prêmios Independent Spirit                     | 2006 |
| Indicado  | Golden Spike                             |                      | Seminci Valladolid International Film Festival | 2005 |

## Trilha sonora
Embora o filme não contenha trilhas sonoras tradicionais, a música toca quase 40% do tempo de exibição.
Três músicas do álbum Quelqu'un m'a dit de Carla Bruni, de 2003, complementam o tom de outras sequências do filme. A música "J'en connais" acompanha as cartas de abertura e as imagens narrativas justapostas, e depois se repete na cena final através dos créditos finais. A música "Le plus beau du quartier" toca na cena em que a mulher pede ao homem que a ajude a se despir. A música "L'excessive" serve como acompanhamento para a transição do quarto do hotel para o telhado.
A cena de sexo tem a música "Ripchord", do álbum de 2004 More Adventurous, da banda de rock Rilo Kiley, de Los Angeles.
As cenas na recepção do casamento são acompanhadas por músicas da banda de casamento compostas por Starr Parodi e Jeff Eden Fair.

## Tela dividida
Conversations with Other Women têm uma longa tradição de experimentos em tela dividida. Em 1913, Lois Weber empregou a técnica no curta Suspense, um thriller. O visionário diretor francês Abel Gance usou o termo "Polyvision" para descrever sua técnica de três câmeras e três projetores para ampliar e dividir a tela em seu épico mudo de 1927, Napoléon. O termo "tela dividida" foi cunhado para descrever os muitos usos da técnica em filmes da década de 1960. Os usos mais recentes da tela dividida incluem Timecode, filme de Mike Figgis, 2000, e a série da Fox 24.
Canosa, estreante em longas, montou uma versão para a TV sem tela dividida, uma outra com uso recorrente -mas não o tempo inteiro- da tela dividida, que foi exibida em festivais e lançada comercialmente nos cinemas, e uma terceira, na qual o filme é todo contado com a tela dividida (disponível nos extras do DVD brasileiro).